# 三菱銀行人質事件
三菱銀行人質事件，為一件發生於日本大阪府的銀行搶案。
1979年（昭和54年）1月26日當地時間下午兩點，日本三菱銀行位於大阪府住吉區的北畠分行遭持雙管獵槍的疑犯梅川昭美闖入。當時梅川頭戴黑色高爾夫球帽、墨鏡與白口罩，身穿黑西裝，以獵槍挾持客人及行員共30多人為人質，聲稱要搶劫5000萬日幣現金。過程中以獵槍殺害了兩名在事件初始時前往處理的警察，以及該行的分行長和一名試圖報警的行員，並奪取死亡警察的配槍。
大阪府警署在這起搶案中，動員644名警力與梅川對峙三天兩夜。過程中，梅川要求銀行職員拉下鐵門、並以雜物堵門；另外，遭挾持的男性行員被要求脫去上衣、女性行員則被要求全裸後，以半圓形排成兩排，讓人質們成為梅川嚇阻警方攻堅的肉盾。這起事件在日本屬於少見的獵奇殺人事件。